# 普快車
普快車（ふかいしゃ）は、中華民国（台湾）台湾鉄路管理局の列車種別のひとつ。現在は最下等に相当する。2006年11月1日以前は普通車 (ふつうしゃ)と称していた。

## 概要
主に客車列車で、基本的に非冷房の日本製やインド製客車が使用される。また、2008年5月15日以前は、西部幹線・嘉義 - 高雄間などでも運用され、冷房つき客車も一部使用されていた。客車列車だけでなく、花東線では非冷房の日本製気動車であるDR2700形も2014年7月に引退するまで普快車として運用されていた。時期により台湾人ツアー客などで混雑する。客車の塗色から「藍皮車」と呼ばれている。
現状台東から枋寮で運行している車両は3両編成で転換クロスシートである。トイレは設置されているがあまり綺麗ではない。窓が開閉可能な非冷房車輌のため、ディーゼル機関車の騒音と排気ガスが車内に入ることがある。特にデッキを有する日本製車輌の場合、ドアが手動式の扉で走行中でも開閉するので、乗車時には注意が必要である。
2019年1月現在、普快車の運賃は1ｋｍ当たりNT$1.06である。冷房設備がない分、区間車の運賃（１ｋｍ当たりNT$1.46）より割安な設定となっている（区間車の運賃は復興号の運賃と同額。普通列車の冷房化に当たり復興号運賃を適用した経緯がある）。なお2019年1月現在台東から枋寮まで全区間の普快車での運賃は104NT$となっている。ただし、悠遊卡などのICカードを利用する場合は區間車の運賃が適用されるためIC割引であっても割高となる。
南迴線では2020年12月22日に電化工事が完了したため、翌12月23日より運行は廃止された。電化後の車両の存続が危ぶまれているが、台鉄が2019年に局内に設置した部会（「美学小組」）の委員に就任した鉄道専門誌「鐵道情報」の総編集長古庭維の進言などにより、南迴線用4両を含む客車15両の更新・延命が予定されている。12月23日改正の電化後の新ダイヤでは便所などの更新工事のため一時的な運休と復帰後の観光列車へのリニューアルが発表されている。
2021年10月23日より、「藍皮解憂號」としてLION TRAVEL SERVICEによる団体列車として運行を開始。

## 運行路線
- 南廻線
  - 台東-枋寮間 3671次・3672次の一往復のみ

時刻表は下記の通り　※駅名は台湾の漢字表記　
|    | 順行     | 3672次   | 3672次   |    | 逆行     | 3671次   | 3671次   |
|    | （上り） | 到着時刻 | 発車時刻 |    | （下り） | 到着時刻 | 発車時刻 |
| 1  | 臺東     |          | 16:15    | 1  | 枋寮     |          | 10:40    |
| 2  | 康樂     | 16:21    | 16:22    | 2  | 加祿     | 10:47    | 10:48    |
| 3  | 知本     | 16:31    | 16:33    | 3  | 内獅     | 10:52    | 10:53    |
| 4  | 太麻里   | 16:46    | 16:51    | 4  | 枋山     | 10:58    | 10:59    |
| 5  | 金崙     | 17:02    | 17:03    | 5  | 大武     | 11:33    | 11:42    |
| 6  | 瀧溪     | 17:13    | 17:14    | 6  | 瀧溪     | 11:54    | 11:55    |
| 7  | 大武     | 17:25    | 17:27    | 7  | 金崙     | 12:05    | 12:07    |
| 8  | 枋山     | 18:03    | 18:03    | 8  | 太麻里   | 12:32    | 12:34    |
| 9  | 内獅     | 18:08    | 18:09    | 9  | 知本     | 12:33    | 12:48    |
| 10 | 加祿     | 18:14    | 18:15    | 10 | 康樂     | 12:57    | 12:58    |
| 11 | 枋寮     | 18:22    |          | 11 | 臺東     | 13:05    |          |

台湾には厳密には上り、下りの表記はない。時計回りを順行、反時計回りを逆行となる。窓口で発行の乗車券には順行、逆行の表記がされる。券売機で発券された乗車券は省略される。北行、南行と表記される場合もある。